# Magueija
Magueija ist ein Ort und eine ehemalige Gemeinde (Freguesia) im portugiesischen Kreis Lamego. Die Gemeinde hatte 585 Einwohner (Stand 30. Juni 2011).
Am 29. September 2013 wurden die Gemeinden Magueija, Pretarouca und Bigorne zur neuen Gemeinde União das Freguesias de Bigorne, Magueija e Pretarouca zusammengeschlossen. Magueija ist Sitz dieser neu gebildeten Gemeinde.